# Francisco José Teixeira
Francisco José Teixeira, o primeiro barão de Itambé (Arraial de Nossa Senhora da Conceição da Barra, Vila de São João del-Rei, 6 de setembro de 1780 – Vassouras, 22 de março de 1866) foi um minerador e nobre brasileiro.

## Biografia

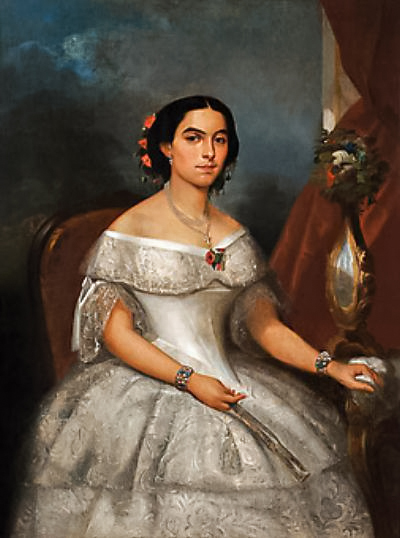
Francisca Bernardina do Sacramento Leite Ribeiro

Nasceu no então arraial de Nossa Senhora da Conceição da Barra, no estado de Minas Gerais, subordinado à então vila de São João del-Rei.
Era filho do capitão Francisco José Teixeira (1750 - 1780) e de Ana Josefa de Sousa (1758 - 1808). Casou em 1802 com Francisca Bernardina do Sacramento Leite Ribeiro (1781-1864), filha do influente Sargento-Mor José Leite Ribeiro e de Escolástica Maria de Jesus Morais. Desse casamento tiveram onze filhos, conhecidos como os irmãos Teixeira Leite, uma das mais conhecidas e influentes famílias do sul fluminense do século XIX ligadas ao ciclo do café como capitalistas e fazendeiros. Foram pais dentre muitos outros, pais do barão de Vassouras, avós de Eufrásia Teixeira Leite, da baronesa do Rio Negro e bisavós do historiador Afonso d'Escragnolle Taunay.
Mudou-se de Conceição da Barra de Minas e foi morar em Vassouras onde todos seus filhos já residiam. Homem de vasta fortuna, possuía nesta cidade uma bela residência construída em 1849, atualmente ainda preservada e tombada pelo IPHAN.
Foi enterrado em Vassouras no Cemitério da Irmandade de Nossa Senhora da Conceição, na cripta subterrânea de uma das mais monumentais sepulturas construída no século XIX no Brasil.
Recebeu o título de barão por decreto de 15 de novembro de 1846 de Dom Pedro II do Brasil.